# Boltenia villosa
Boltenia villosa là một loài sống đuôi, một loài vật không xương sống ở biển thuộc họ Pyuridae. Loài này được nhà sinh vật học người Mỹ William Stimpson mô tả lần đầu tiên vào năm 1864. Ông đã đặt danh pháp loài này là Cynthia villosa. Sau đó loài này được chuyển đến chi Boltenia. Điểm lấy mẫu điển hình là vũng Puget, tiểu bang Washington, Hoa Kỳ.
Loài này được tìm thấy ở phía đông bắc Thái Bình Dương và Bắc Băng Dương, ở độ sâu từ vùng gian triều thấp hơn khoảng 100 m (330 ft). Loài này được tìm thấy trên cả đáy có nhiều vỏ sò và có bùn.